# Nhôm(II) oxide
Nhôm(II) oxide hay còn gọi là nhôm monoxide, gốc oxoaluminiumyl, là hợp chất của nhôm và oxy có công thức hóa học là AlO. Pha khí hợp chất này sinh ra do lựu đạn nhôm phát nổ ở các tầng cao khí quyển và trong môi trường liên sao.